# Halothamnus auriculus
Halothamnus auriculus là loài thực vật có hoa thuộc họ Dền. Loài này được (Moq.) Botsch. mô tả khoa học đầu tiên năm 1981.